# 潘吉克拉河

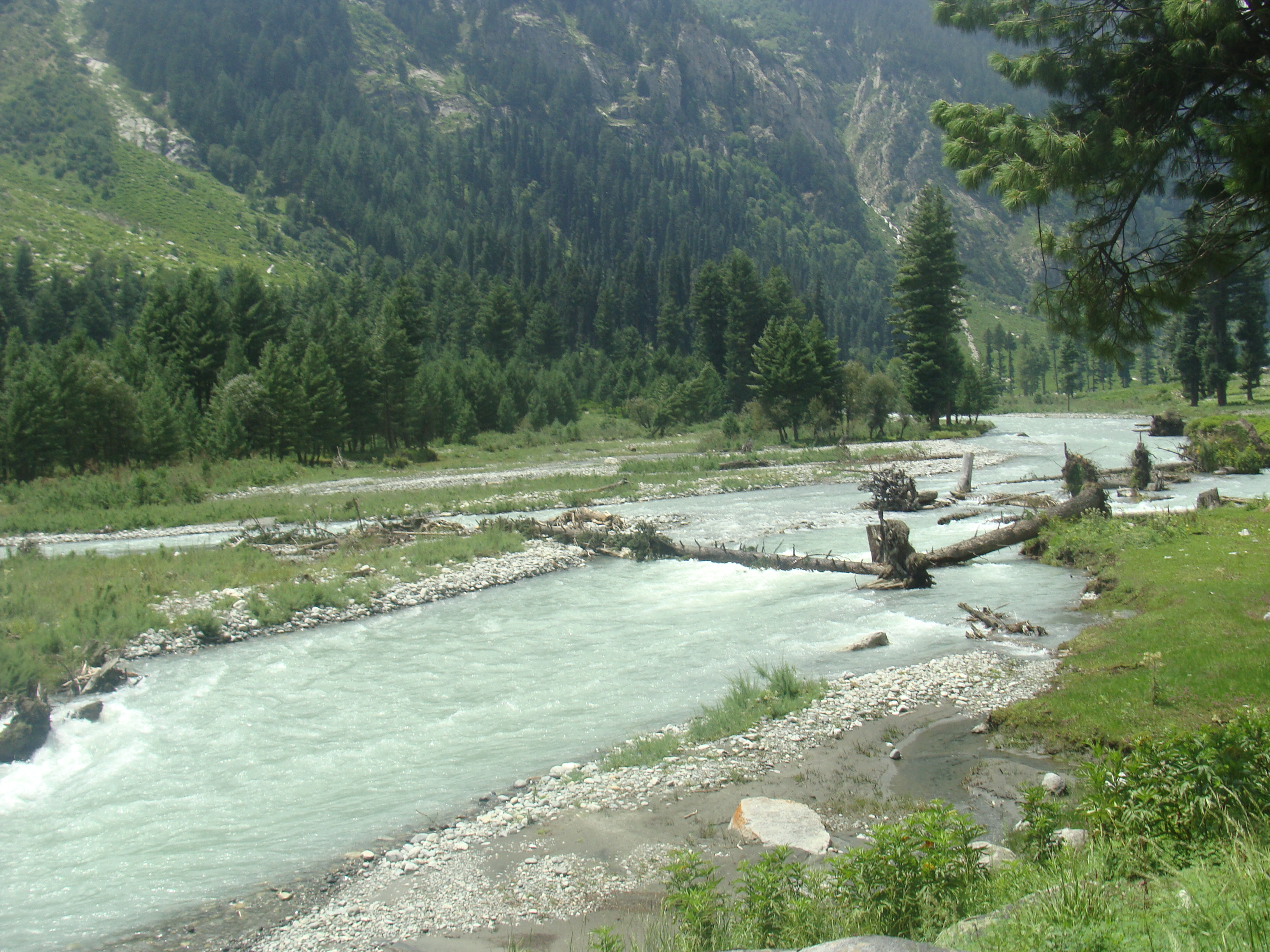
潘吉克拉河

潘吉克拉河（乌尔都语：دریائے پنجکوڑہ）是一條位於巴基斯坦西北部地區，开伯尔-普什图省北方的河流。

## 流域
潘吉克拉河發源於興都庫什山脈的冰川，之後向南流經上第尔县與下第尔县兩地，並在馬拉坎德一帶與斯瓦特河匯流，斯瓦特河是印度河流域上游喀布尔河的支流之一。